# Creugas nigricans
Creugas nigricans là một loài nhện trong họ Corinnidae.
Loài này thuộc chi Creugas. Creugas nigricans được Carl Ludwig Koch miêu tả năm 1841.